# كيني باينوم
كيني باينوم (بالإنجليزية: Kenny Bynum)‏ هو لاعب كرة قدم أمريكية أمريكي، ولد في 29 مايو 1974 في غينزفيل في الولايات المتحدة.

## وصلات خارجية
- كيني باينوم على موقع مرجع كرة القدم المحترفة.كوم (الإنجليزية)